# Latour (Haute-Garonne)
Latour település Franciaországban, Haute-Garonne megyében. Lakosainak száma 80 fő (2022. január 1.). Latour Loubaut, Méras, Bax, Lapeyrère és Montesquieu-Volvestre községekkel határos.

## Népesség
A település népességének változása:
| Lakosok száma | 112  | 77   | 77   | 76   | 76   | 75   | 77   | 77   | 76   | 80   |
|               | 1968 | 1982 | 1990 | 2006 | 2013 | 2015 | 2017 | 2019 | 2020 | 2022 |